# 广慈寺 (达拉特旗)
广慈寺，位于内蒙古自治区鄂尔多斯市达拉特旗展旦召苏木，是一座藏传佛教格鲁派寺院。

## 简介
广慈寺位于如今的展旦召苏木人民政府所在地以北1公里处，始建于清朝康熙年间。民国二十八年（1939年），被日本人破坏，全部建筑被夷为平地。此后，历经1948年、1999年、2002年三次重建与修缮，达到总占地面积10000平方米，有喇嘛5人；正殿面积320平方米，高8米，为两层砖木结构，二层为藏经阁，一层正殿为游客拜佛之所；正殿前方是四大天王庙；两侧是排房，为喇嘛住所。